# Thu Thiền
Thu Thiền (tiếng Trung: 秋蝉, bính âm: Qiū Chá) là bộ phim truyền hình Trung Quốc phát sóng năm 2020, do Nhậm Gia Luân và Lý Mạn đóng chính. Phim lấy bối cảnh cuối năm 1941, lúc Hồng Kông bị quân đội Nhật Bản xâm chiếm. Diệp Xung, một đảng viên trẻ có mật danh là Thu Thiền đang gặp nguy hiểm và phải ẩn náu ở trong một đơn vị bí mật của Văn phòng Quân đội và Chính trị Hồng quân Nhật Bản. Trong giai đoạn này, Diệp Xung cùng Hà Anh, Trì Thành, Cận Hương tạo nên một tình bạn đẹp sau những hiểu lầm cùng khúc mắt.

## Tóm tắt
Mùa đông năm 1941, Hồng Kông rơi vào tay giặc, tổ chức đảng ngầm của ĐCSTQ ở Hồng Kông bị tàn phá nặng nề. Thành viên đảng Cộng sản Diệp Xung, mật danh Thu Thiền nhận nhiệm vụ, gặp nguy hiểm và ẩn nấp trong một đơn vị bí mật của Văn phòng Quân sự và Chính trị Quân đội Nhật Bản để thực hiện một nhiệm vụ tối mật. Quân đội Nhật xảo quyệt đã cắt đứt mọi cách liên lạc với tổ chức. Diệp Xung bị cô lập và bất lực. Trong các nhiệm vụ treo trên chiến tuyến hết lần này đến lần khác, Diệp Xung tiếp tục thiết lập liên lạc với các đồng chí, và liên tục gửi thông tin cho các tổ chức trên mặt trận bí mật để tiêu diệt các hành động quân sự của quân đội Nhật Bản. Chiến đấu không ngừng, Diệp Xung cùng Hà Anh, người cùng chiến đấu với anh tình cảm ngày càng sâu đậm. Thời gian thấm thoát, vào cuối năm 1944, quân Nhật rút lui khỏi Thái Bình Dương.

## Diễn viên

### Diễn viên chính
| Diễn viên     | Nhân vật  |
| ------------- | --------- |
| Nhậm Gia Luân | Diệp Xung |
| Lý Mạn        | Hà Anh    |

### Diễn viên phụ
| Diễn viên         | Nhân vật              |
| ----------------- | --------------------- |
| Lưu Hoan          | Trì Thành             |
| Hà Đỗ Quyên       | Cận Hương             |
| Gian Nhân Tư      | Thanh Tuyền Thuần Tử  |
| Lưu Học Nghĩa     | Lâm Tiểu Trang        |
| Lương Tịnh Nhàn   | Tiết Bình             |
| Phó Phương Tuấn   | Đường Phong           |
| Hồ Á Tiệp         | Tá Đằng Đại Tàng      |
| Lý Đình Triết     | Cung Bổn Thương Dã    |
| Vương Kính Tùng   | Thanh Tuyền Thượng Dã |
| Tôn Tín Hoành     | Tiểu Đảo Giới         |
| Trương Hàm Dư     | Từ Vĩnh Nhân          |
| Lý Tiểu Nhiễm     | Giang Nguyệt          |
| Hàn Đống          | Lý Tử Kiến            |
| Hà Trung Hoa      | Hà Cương              |
| Lý Thiến Thiến    | Tiền Điền Phương Tử   |
| Trình Thành       | Lam Báo               |
| Mã Hiểu Phong     | Đào Tông Bác          |
| Từ Lôi Trí        | Lão Ngụy              |
| Hác Bách Kiệt     | Hoàng Tử Hoa          |
| Lý Trọng Tiêu     | Mai Phương            |
| Nhĩ Kỳ            | Bá Ân                 |
| Vương Minh        | Quang Tử              |
| Lưu Chí Vân       | Lão Lưu               |
| Khuất Cương       | Phong Trường Canh     |
| Tất Hãn Văn       | Thanh Mộc             |
| Vu Thành Quần     | Hồng Thúc             |
| Vương Phái Lộc    | Lãnh Giang            |
| Vương Lực         | Vương Đường chủ       |
| Trữ Tiểu Hoa      | Trữ Đường chủ         |
| Hoàng Hâm         | Phí Đường chủ         |
| Vu Vĩnh Hải       | Sơn Bổn Kiện Trì      |
| Hoàng Nghị        | Lương Mạn Thanh       |
| Lô Sâm Bảo        | Quy Điền              |
| Trương Quốc Khánh | Cao Mộc Chính Hùng    |
| Lý Hoành Lỗi      | Vương Đồng Tích       |
| Tào Lôi           | Chức Điền             |
| Từ Thịnh          | Hà Dũng               |
| Mễ Học Đông       | Tửu Tỉnh Long         |
| Vương Cửu Thắng   | Diệp Bính Thần        |
| Viên Cận Huy      | Tiểu Diệp Trùng       |